# Hans Henrik Schou (fabrikant)
 Der er flere personer med dette navn, se Hans Henrik Schou.
Hans Henrik Schou (født 19. august 1858 i København, død 11. juli 1932 i Charlottenlund) var en dansk fabrikant og numismatiker, fader til maleren af samme navn og bror til Einar, Erik og Rudolf Schou.
Hans Henrik Schou var søn af oberstløjtnant Theodor Schou og hustru f. Mariboe. Han var student fra Metropolitanskolen 1876, blev cand.polyt. 1882, medstifter af og direktør for maskinfabrikken Atlas, der blev oprettet 1899. Schou var direktør frem til 1920.
Schou var samtidig en væsentlig numismatiker og møntsamler. Hans berømmelse i numismatiske kredse skyldes hans Beskrivelse af danske og norske Mønter 1448-1814 og danske Mønter 1815-1923 (København 1926), der udkom som afløsning af den hidtidige beskrivelse fra 1791. Hans register blev genoptrykt 1983 i Seattle og er stadig en værdifuld kilde. Schous mangeårige indsamling af staniolaftryk af mønter i forskellige samlinger var grundlaget for publikationen. Denne aftryksamling opbevares nu på Den Kongelige Mønt- og Medaillesamling i København. 
Han var formand for Akademisk Skytteforening 1895-1903, æresmedlem af Numismatisk Forening, medlem af bestyrelsen for Foreningen til Hovedstadens Forskønnelse fra 1929, blev Ridder af Dannebrog 1901 og Dannebrogsmand 1928.
Han var gift med Christyanna Georgia f. Marstrand (19. maj i København – 1936), datter af maleren Wilhelm Marstrand og hustru f. Weidemann. Der er støbt en medalje 1935 til minde om Schou efter design af Harald Salomon.
Schou var også en betydelig amatørfotograf. Han optog især stereoskopbilleder på sine rejser og har bl.a. efterladt sig 20 fotografier fra Bornholm.
Han er begravet på Gentofte Kirkegård.